# Natació sincronitzada al Campionat del Món de natació de 2013 – Rutina de duet lliure
La prova de duet lliure es va celebrar la preliminar el 23 de juliol i la final el 25 de juliol de 2013 al Palau Sant Jordi.

## Resultats
Verd: Classificats per la final
| Posició | Nedadores                                   | País            | Preliminar | Preliminar | Final  | Final   |
| Posició | Nedadores                                   | País            | Punts      | Posició    | Punts  | Posició |
| ------- | ------------------------------------------- | --------------- | ---------- | ---------- | ------ | ------- |
| 1       | Svetlana Kolesnixenko Svetlana Romaxina     | Rússia          | 97.230     | 1          | 97.680 | 1       |
| 2       | Jiang Tingting Jiang Wenwen                 | R.P. de la Xina | 95.080     | 2          | 95.350 | 2       |
| 3       | Ona Carbonell Margalida Crespí              | Espanya         | 94.270     | 3          | 94.990 | 3       |
| 4       | Lolita Ananasova Anna Voloxina              | Ucraïna         | 92.530     | 4          | 92.620 | 4       |
| 5       | Yumi Adachi Yukiko Inui                     | Japó            | 91.470     | 5          | 91.620 | 5       |
| 6       | Linda Cerruti Costanza Ferro                | Itàlia          | 89.630     | 6          | 89.170 | 6       |
| 7       | Evangelia Platanioti Despoina Solomou       | Grècia          | 88.010     | 8          | 87.980 | 7       |
| 8       | Emilia Kopcik Stéphanie Leclair             | Canadà          | 88.620     | 7          | 87.370 | 8       |
| 9       | Olivia Allison Jenna Randall                | Regne Unit      | 87.680     | 9          | 87.180 | 9       |
| 10      | Laura Augé Margaux Chrétien                 | França          | 87.280     | 10         | 86.620 | 10      |
| 11      | Kim Jong-Hui Ri Ji-Hyang                    | Corea del Nord  | 85.840     | 11         | 85.780 | 11      |
| 12      | Pamela Fischer Anja Nyffeler                | Suïssa          | 83.370     | 12         | 83.030 | 12      |
| 13      | Soňa Bernardová Alžběta Dufková             | Txèquia         | 83.100     | 13         | 25     | 13      |
| 14      | Isabel Delgado Nuria Diosdado               | Mèxic           | 83.040     | 14         | 24     | 14      |
| 15      | Lorena Molinos Giovana Stephan              | Brasil          | 81.830     | 15         | 23     | 15      |
| 16      | Alexandra Nemich Yekaterina Nemich          | Kazakhstan      | 80.110     | 16         | 22     | 16      |
| 17      | Etel Sanchez Sofia Sanchez                  | Argentina       | 79.990     | 17         | 21     | 17      |
| 18      | Inken Jeske Edith Zeppenfeld                | Alemanya        | 77.770     | 18         | 20     | 18      |
| 19      | Estefania Alvarez Monica Arango             | Colòmbia        | 77.430     | 19         | 19     | 19      |
| 20      | Irina Limanouskaia Ia Zhishkevitx           | Belarús         | 76.940     | 20         | 18     | 20      |
| 21      | Kristína Krajčovičová Jana Labáthová        | Eslovàquia      | 76.350     | 21         | 17     | 21      |
| 22      | Jomana Mohamed Aya Darwish                  | Egipte          | 74.990     | 22         | 16     | 22      |
| 23      | Jung Young-Hee Kong Do-Yeon                 | Corea del Sud   | 72.580     | 23         | 15     | 23      |
| 24      | Anouk Eman Kyra Hoevertsz                   | Aruba           | 72.260     | 24         | 14     | 24      |
| 25      | Rebecca Domika Tina Panić                   | Croàcia         | 71.860     | 25         | 13     | 25      |
| 26      | Albany Avila Karla Loaiza                   | Veneçuela       | 71.470     | 26         | 12     | 26      |
| 27      | Maria Kirkova Kalina Yordanova              | Bulgària        | 71.430     | 27         | 11     | 27      |
| 28      | Júlia Kim Anastasia Ruzmetova               | Uzbekistan      | 71.250     | 28         | 10     | 28      |
| 29      | Caitlin Anderson Kirstin Anderson           | Nova Zelanda    | 70.460     | 29         | 9      | 29      |
| 30      | Olia Burtaev Bianca Hammett                 | Austràlia       | 70.180     | 30         | 8      | 30      |
| 31      | Mei Qi Stephanie Chen Yu Hui Crystal Yap    | Singapur        | 69.330     | 31         | 7      | 31      |
| 32      | Tanja Bogdanović Ana Cekić                  | Sèrbia          | 68.550     | 32         | 6      | 32      |
| 33      | Bianca Benavides Violete Mitinian           | Costa Rica      | 67.230     | 33         | 5      | 33      |
| 34      | Au Ieong Sin Ieng Lo Wai Lam                | Macau           | 65.410     | 34         | 4      | 34      |
| 35      | Jennifer Quintana Odailys Suarez            | Cuba            | 64.430     | 35         | 3      | 35      |
| 36      | Emma Manners-Wood Laura Strugnell           | Sud-àfrica      | 62.550     | 36         | 2      | 36      |
| 37      | Aphichaya Saengrusamee Arpapat Saengrusamee | Tailàndia       | 56.090     | 37         | 1      | 37      |